# Melk (miasto)

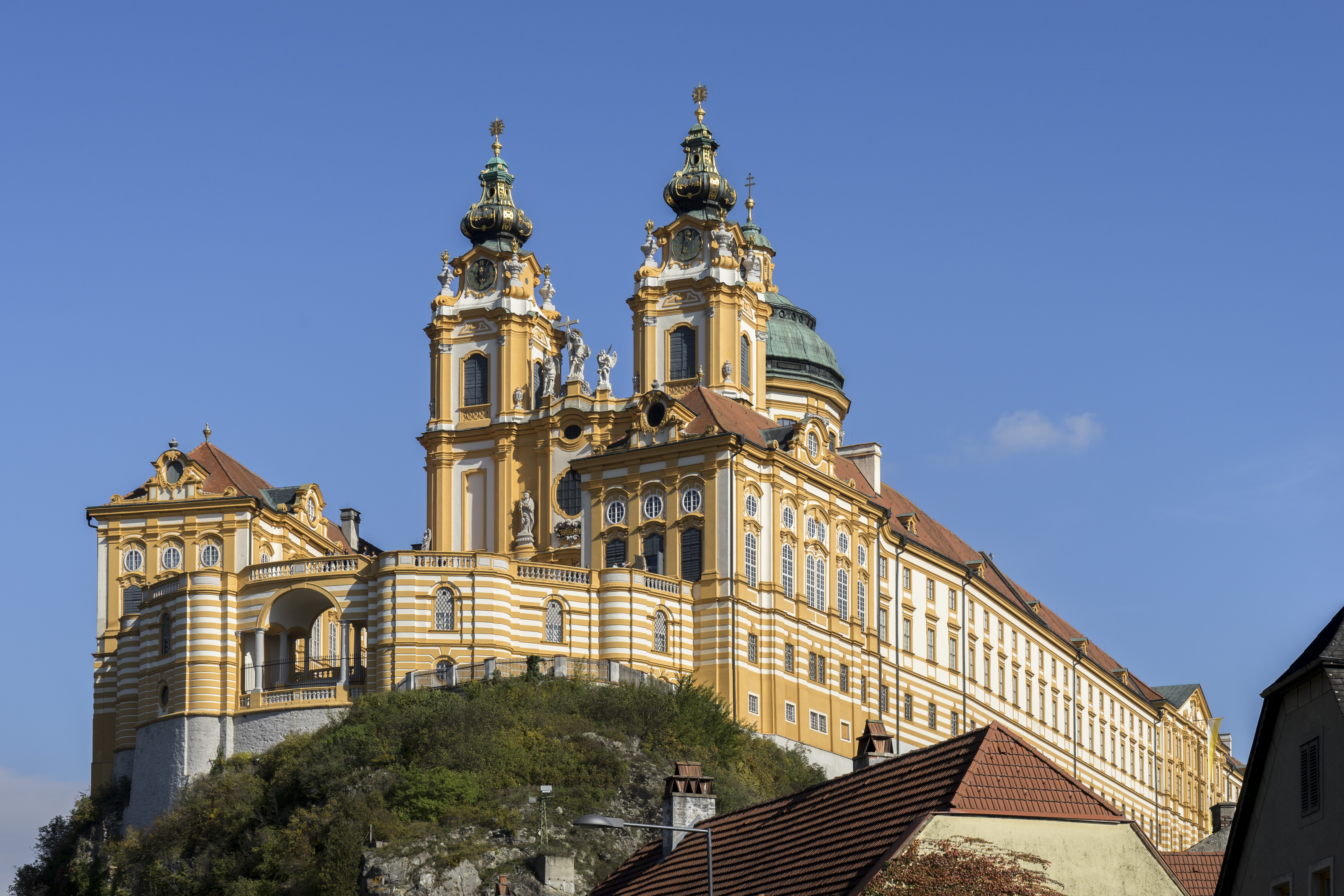
Opactwo benedyktynów

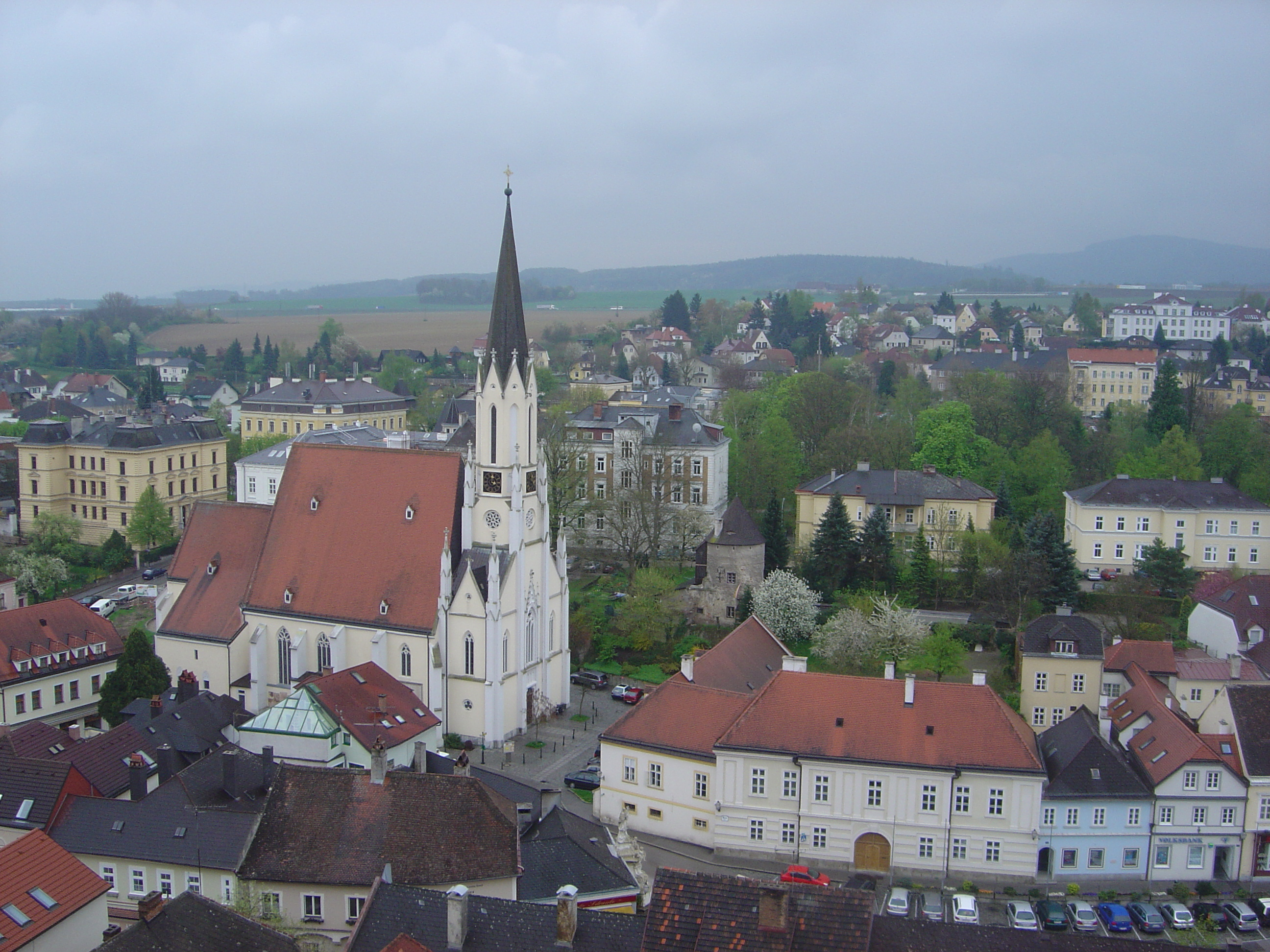
Widok na miasto

Melk – miasto powiatowe w kraju związkowym Dolna Austria, siedziba powiatu Melk. Leży nad Dunajem. Od wschodu graniczy z doliną Wachau słynącą z uprawy winorośli.

## Historia
Melk po raz pierwszy został wymieniony w źródłach w roku 831 jako Medilica. Pod nazwą Medelike wzmiankowany jest też w Pieśni o Nibelungach.
Leopold I Babenberg, margrabia austriacki po otrzymaniu tych terenów w 976 r. właśnie w zamku w Melku urządził swoją rezydencję. Jego następcy wzbogacali ją o dalsze kosztowności i relikwie.
26 maja 1055 na zamku zmarł Adalbert I Babenberg, margrabia Austrii. W 1089 r. założono tu klasztor benedyktynów, których margrabia Leopold II z Babenbergów sprowadził z Lambach; wzgórze nieprzerwanie należy do zakonu. Już w XII wieku istniała przyklasztorna szkoła, a w bibliotece gromadzono cenne manuskrypty.
W 1227 Melk stał się gminą targową. W XV wieku opactwo było głównym ośrodkiem średniowiecznych reform w chrześcijaństwie i utrzymywało ścisłe kontakty z myślicielami z uniwersytetu w Wiedniu.
Melk podniesiono do rangi miasta dopiero w 1898 r.
Od 1944 r. aż do ewakuacji 15 kwietnia 1945 na terenach koszar Karla von Birago funkcjonował obóz koncentracyjny Melk, jako filia obozu Mauthausen-Gusen.

## Współpraca
Miejscowości partnerskie:
- Bockau, Niemcy
- Herrieden, Niemcy

## Transport
Miasto leży bezpośrednio przy autostradzie A1 i linii kolejowej biegnącej wzdłuż Dunaju. Przez Dunaj przerzucony jest most, a w jednej z odnóg rzeki znajduje się przystań statków wycieczkowych.

## Religia
Oprócz kościoła klasztornego w mieście znajdują się jeszcze parafie: katolicka i ewangelicka.

## Atrakcje turystyczne
- barokowy klasztor opactwa benedyktynów, położony na skarpie nad Dunajem
- kościół farny
- dawny budynek poczty
- dawna piekarnia
- na skraju miasta znajduje się renesansowy pałac Schallaburg